# 나타지마촌
나타지마촌(名田島村)은 야마구치현 요시키군에 존재했던 촌이다. 

## 역사
- 1889년 4월 1일 - 정촌제 시행에 의해 근세이후의 요시키군 나타지마촌이 단독으로 자치단체를 형성하였다.
- 1944년 4월 1일 - 구 야마구치시, 오토시촌, 아이오후타지마촌, 히라카와촌, 스에촌, 오고리정, 가가와촌, 아지스정, 사야마촌과 합병해, 새로운 야마구치시가 성립, 동일 나타지마촌은 폐지되었다.

## 교통

### 도로
- 국도 제2호선

현도
- 야마구치 현도 제61호선
- 야마구치 현도 제199호선